# محمدابراهیم‌خان آذربایجانی
محمدابراهیم‌خان آذربایجانی، ملقب به وزیرنظام و معمارباشی، پسر محدتقی‌خان معمارباشی و دایی کامران‌میرزا نایب‌السلطنه بود. ناصرالدین‌شاه در سال ۱۲۸۴ق مأموریت ساخت میدان توپخانهٔ جدید دارالخلافه را در منتهی‌الیه شمالی طهران طهماسبی به او سپرد. به نظر می‌رسد منصب معمارباشی مانند بسیاری از دیگر مناصب دربار ناصری موروثی بوده و محمدابراهیم‌خان آن را از پدرش به ارث برده بود. این پدر و پسر احتمالاً به سیاق گذشته و به‌صورت تجربی به کسب مهارت در زمینهٔ ساخت‌وساز پرداخته‌اند و مانند متخصصانی چون میرزا رضا مهندس و میرزا مهدی‌خان شقاقی (ممتحن‌الدوله) تحصیلات رسمی، به سیاق فرنگی، در این حوزه ندیده بودند. محمدابراهیم‌خان ساخت عمارت‌های دیگری را هم در کارنامهٔ حرفه‌ای خود دارد: «اتمام عمارت مبارکهٔ بادگیر و دریاچهٔ جدید چهل‌ستون» در سال ۱۲۷۷ق، «تکیهٔ سید نصرالدین یا ناصرالدین» واقع در محلهٔ ملک‌آباد، و احداث عمارت سلطنتی جدید در جاجرود در سال ۱۲۸۶ق از این جمله است.